# بابكر احمد قباني
بابكر أحمد قباني سوداني من الشخصيات البارزة في الحياة السياسية والرياضية وهو عضو المجلس الأعلى لجمعية الاتحاد السوداني السرية 1924-1918، ولد بابكر بحي كوبر الخرطوم بحري 1906 ويعتبر أول رئيس لنادي الهلال السوداني بعد تأسيسه في 15/3/1930 م
درس في كلية غردون التذكارية وعمل مفتش مصلحة البريد والبرق حتى أحيل للمعاش .

## اساهماته
يعتبر أحد مؤسسي مؤتمر الخريجين ومؤسس اللجان الفرعية للمؤتمر بمدن مدني - كريمة وغيرها وذلك أثناء تنقله في وظيفته .
انتخب عضواً في الهيئة الستينية لمؤتمر الخريجين من الدورة الثانية إلى الثامنة
من مؤسسي حزب الأشقاء
عضو قيادي في الحزب الوطني الإتحادي للجنة التنفيذية .
أختير عضواً في مجلس الشيوخ الذي أجاز قرار استقلال السودان مع مجلس النواب في جلسة مشتركة .
وايضا يعتبر أحد مؤسسي نادي الهلال السوداني  وأول رئيس للنادي 1930